# Letter from Masanjia
Letter from Masanjia es una película documental canadiense, dirigida por Leon Lee y liberada en 2018. La película retrata el caso de Sun Yi, un prisionero político chino responsable de la exposición de abusos de los derechos humanos significativos en el Campamento de Trabajo de Masanjia cuándo Julie Keith, un residente de Oregón, se encontró una carta que Sun Yi escribió por en una caja de decoraciones para Halloween.
La película se estrenó el 27 de abril de 2018 en el Hot Docus Canadian International Documentary Festival.
La película recibió una nominación al Canadian Screen Award al Mejor Largometraje Documental en la 7.º Canadian Screen Awards en 2019.